# Medievalista
Medievalista és un historiador especialitzat en l'edat mitjana, és a dir, d'aquell període de la història que transcorre entre el segle v i el segle xv.
La funció del medievalista, malgrat l'acotació temporal del seu període d'estudi, ha variat durant la història, especialment, en els darrers temps. Diversos medievalistes descriuen l'emergència d'un «nou» medievalisme, en contrast amb un «vell» medievalisme, on aquest nou medievalisme ha aportat una anàlisi de l'edat mitjana des de noves perspectives, descobrint, juntament amb noves temàtiques d'estudi, un nou enfocament de l'aproximació a l'estudi de la història medieval. Així la creença que es va imposant és que la idea de la pràctica de la història es transforma progressivament. Segons aquest nou enfocament, l'historiador no és capaç de reconstruir el passat sinó simplement de tornar-ho a fer present (re-presentar-lo). La creença és que l'accés al passat no és directe, perquè es produeix a través de la mediació dels textos i de les icones. Segons aquesta idea, el que el medievalista recupera no és estrictament el passat, sinó les imatges de si mateix que el passat produeix, les empremtes del passat.